# Алёхин, Евгений Степанович
Евгений Степанович Алёхин (11 [23] декабря 1893, Верхние Пады, Тамбовская губерния — 22 апреля 1945, Седлец) — советский военачальник, погибший в Великой Отечественной войне. Генерал-майор (1942).

## Биография
Евгений Степанович Алёхин родился 11 (23) декабря 1893 года в деревне Верхние Пады Тамбовского уезда. С 1913 года, окончив Новиковское педагогическое училище (Козловский уезд), работал учителем в Пахотноугловской начальной школе.

### Первая мировая и гражданская войны
В октябре 1914 года мобилизован в ряды Русской императорской армии; служил в 60-м пехотном запасном батальоне. В мае 1915 года направлен на учёбу, а в августе 1915 года окончию 3-ю Московскую школу прапорщиков (в чин прапорщика произведён 14.08.1915 г.). Воевал на Южном фронте, командовал ротой.
В январе 1918 года был демобилизован из рядов армии в чине штабс-капитана. В августе того же года вступил в ряды РККА, после чего служил на должностях учителя батальона ЧК в Тамбове, командира 3-го батальона, помощника командира и командира 93-го стрелкового полка, 11-й стрелковой дивизии и принимал участие в боевых действиях на Западном фронте против войск под командованием генерала Н. Н. Юденича.
22 апреля 1919 года, командуя батальоном, Алёхин нанёс внезапный удар по противнику в районе города Верро, за что был награждён орденом Красного Знамени. Второй раз был награждён орденом, когда в качестве командира полка 24 мая 1920 года поднял солдат в атаку, в результате чего был занят населённый пункт Волна. В третий раз — за участие в боевых действиях в ходе наступления на Варшаву.
Весной 1921 года, находясь на должности помощника начальника оперативного отделения штаба войск по борьбе с бандами А. С. Антонова, принимал участие в ходе подавления восстания на территории Тамбовской губернии.

### Межвоенное время
После окончания войны в ноябре 1921 года Алёхин был назначен на должность помощника командира по строевой части 82-го стрелкового полка 10-й стрелковой дивизии, в августе 1922 года — на должность командира батальона, а затем — на должность помощника командира по хозяйственной части 56-го стрелкового полка (19-я стрелковая дивизия), дислоцированного в Тамбове.
В 1925 году окончил курсы «Выстрел». В октябре 1926 года был направлен на учёбу в Военную академию имени М. В. Фрунзе, после окончания которой (1929) служил в составе 5-й стрелковой дивизии (Белорусский военный округ), дислоцированной в Полоцке, на должностях командира 15-го стрелкового полка и начальника штаба дивизии.
В 1928 году вступил в ряды ВКП(б).
С апреля 1933 года по июль 1937 года начальник Минского военного пехотного училища. Комбриг (26.11.1935).
В 1938 году комбриг Алёхин был уволен из рядов РККА Затем был арестован. Под следствием находился около трех лет. Освобожден в июне 1941 года.

### Великая Отечественная война
С началом войны Евгений Степанович Алёхин в июне 1941 года был повторно призван на службу в армию, после чего был назначен на должность заместителя командира 33-го стрелкового корпуса (28-я армия, Орловский военный округ, резерв Ставки Верховного Главнокомандования), а в июле 1941 года — на должность командира 9-й запасной стрелковой бригады.
С марта 1942 года находился в распоряжении Военного совета Западного фронта и в мае того же года был назначен на должность заместителя командира, затем на должность командира 43-й стрелковой дивизии (Ленинградский фронт), которая вела оборонительные боевые действия на Карельском перешейке, удерживая позиции на берегах Ладожского озера.
В ноябре Алёхин был назначен на должность командира 113-й стрелковой дивизии (33-я армия, Западный фронт), которая принимала участие в боевых действиях южнее Смоленска. В феврале 1943 года дивизия была выведена в резерв фронта и затем была включена в состав 3-й танковой армии (Юго-Западный фронт), после чего вела оборонительные боевые действия на харьковском направлении. В апреле дивизия была включена в состав 57-й армии, сформированной на базе 3-й танковой армии, после чего вела оборонительные боевые действия в районе города Змиёв.
В августе генерал-майор Евгений Степанович Алёхин был назначен на должность командира 27-го гвардейского стрелкового корпуса в составе 57-й армии, который вскоре принимал участие в ходе Белгородско-Харьковской наступательной операции и битвы за Днепр, а также в освобождении Верхнеднепровска и Кировограда. В ноябре корпус вёл боевые действия на криворожском направлении и к концу месяца вышел на правый берег реки Ингулец.
В конце февраля 1944 года корпус под командованием Алёхина был включён в состав 7-й гвардейской армии, после чего принимал участие в ходе Уманско-Ботошанской наступательной операции, во время которой 21 марта форсировал реку Южный Буг. Вскоре корпус принимал участие в Ясско-Кишиневской, Дебреценской и Будапештской наступательных операциях.
В ноябре корпус форсировал реку Тиса, после чего принимал участие в ходе освобождения городов Сольнок и Абонь, после чего вёл наступательные боевые действия в обход Будапешта с севера и к 26 декабря вышел к Дунаю, тем самым замкнув кольцо окружения вокруг будапештской группировки противника. Вскоре корпус под командованием Алёхина участвовал в Братиславско-Брновской наступательной операции и освобождении городов Братислава, Комьятице, Трнава и Малацки.
22 апреля 1945 года генерал-майор Евгений Степанович Алёхин во время налета авиации противника в районе местечка Седлец (ныне район Бржецлав, Южноморавский край, Чехия) был смертельно ранен и 24 апреля умер в госпитале. Похоронен во Львове на Холме Славы.

## Награды
- Орден Ленина (21.02.1945);
- Четыре ордена Красного Знамени (28.01.1920[7][8], 17.02.1921[9][8], 31.12.1921[8][10], 3.11.1944);
- Орден Александра Невского (30.03.1943);
- Орден Суворова 2-й степени (27.08.1943);
- Орден Богдана Хмельницкого 2-й степени (30.04.1945);
- Медаль «За оборону Москвы» (29.02.1945);
- Юбилейная медаль «XX лет Рабоче-Крестьянской Красной Армии» (1938 год);

Иностранные награды:
- Медаль «Почётный гражданин г. Братиславы»